# Andre
Andre és una pel·lícula estatunidenca de George Miller estrenada el 1994.

## Argument
La història d'Andre, un bebè otàrid orfe, la mare del qual ha estat morta per pescadors. Un dia, després de ser recollit per la família Whitney en un petit poble de pescadors, Andre es converteix en el millor amic de Toni...

## Repartiment
- Keith Carradine: Harry Whitney
- Chelsea Field: Thalice Whitney
- Tina Majorino: Toni Whitney
- Joshua Jackson: Mark Baker
- Shane Meier: Steve Whitney
- Aidan Pendleton: Paula Whitney
- Keith Szarabajka: Billy Baker